# Ataxi
Ataxi (från grekiska α-, ett prefix som innebär negation, och τάξις, "ordning", med betydelsen "avsaknad av ordning") är ett neurologiskt tillstånd som innebär svårighet att koordinera frivilliga muskelrörelser. Detta beror på en skada på centrala nervsystemet. Det finns flera olika ataxisjukdomar. Ataxier utmärks av osäkra, ryckiga eller överdrivna rörelser. Exempel är ostadiga ben och svårighet att hålla balansen, svårighet att träffa munnen när man ska äta, hackigt tal eller ryckiga ögonrörelser. 
Ataxi är ett symtom på olika sjukdomar i lillhjärnan, där rörelser koordineras. Det förekommer även hos hjärnskadade barn, till exempel vid cerebral pares (CP), och vid sjukdomar i de nerver som leder impulser från muskelsinnet. Skadan som leder till ataxi kan vara ärftlig. Den mest kända ataxisjukdomen är Friedreichs ataxi och är ärftlig. 
Ataxi förekommer även som biverkning av flera läkemedel, bland annat bensodiazepiner som oxazepam.